# Copa da Espanha elite/sub23
A Copa da Espanha de Ciclismo em Estrada amadora, (em espanhol : Copa España elite/sub23) é uma prova de ciclismo de estrada criada em 1999. Disputa-se sob uma dezena de provas ao longo da temporada e acumula os pontos dos corredores das categorias elites (amador), menos de 23 anos (esperanças) e menos de 19 anos (juniores). A primeira edição teve lugar em 1997 para as mulheres e 1999 para os homens.
Todos os ciclistas que têm um contrato com uma equipa espanhola podem marcar pontos para a classificação da sua categoria, excepto os profissionais. Um sistema de anotação está estabelecido em funções da posição obtida em cada carreira e o vencedor é aquele com mais pontos.
Em 2019, a Real Federação Espanhola de Ciclismo põe em curso uma segunda Copa da Espanha para os homens. Esta está reservada aos profissionais e reagrupa a maior parte das carreiras masculinas profissionais organizadas em Espanha.

## Carreiras
Em 2011, as provas ao calendário são os seguintes
- Circuito Guadiana
- Troféu Guerrita
- Aiztondo Klasica
- Grande Prêmio Macario
- Memorial Valenciaga
- Memorial Rodríguez Inguanzo
- Santikutz Klasika
- Clássica Cidade de Torredonjimeno

## Palmarés

### Elites Homens
| Ano  | Ganhador                    | Segundo                  | Terceiro              |
| ---- | --------------------------- | ------------------------ | --------------------- |
| 1999 | José Manuel Vázquez         |                          |                       |
| 2000 | Íñigo Landaluze             |                          |                       |
| 2001 | Alejandro Valverde          |                          |                       |
| 2002 | Francisco Gutiérrez Álvarez | Ricardo Serrano          | Juan Diego Navamuel   |
| 2003 | Javier Ramírez Abeja        | Luis Pérez Romero        | Íon do Rio            |
| 2004 | Rodrigo García              | Jaume Rovira             | Pedro Luis Marichalar |
| 2005 | Francisco Gutiérrez Álvarez | Manuel Ortega Ocaña      | Unai Elorriaga        |
| 2006 | Francisco Gutiérrez Álvarez | Didac Ortega             | Unai Elorriaga        |
| 2007 | Francisco Torrella          | Mikel Nieve              | José Ángel Rodríguez  |
| 2008 | Antonio Olmo                | David Gutiérrez Palacios | Luis Maldonado        |
| 2009 | Jorge Martín Montenegro     | Daniel Ania              | Raúl Alarcón          |
| 2010 | Raúl Alarcón                | Víctor Cabedo            | José David Martínez   |
| 2011 | Francisco Moreno            | Jesús Ezquerra           | Eduard Prades         |
| 2012 | Eduard Prades               | Mike Terpstra            | Airán Fernández       |
| 2013 | Fernando Grijalba           | Airán Fernández          | Pablo Lechuga         |
| 2014 | Unai Intziarte              | Miguel Ángel Benito      | Antton Ibarguren      |
| 2015 | Antonio Angulo              | Egoitz Fernández         | Antonio Pedrero       |
| 2016 | Antonio Angulo              | Marcos Jurado            | Jaume Sureda          |
| 2017 | Gonzalo Serrano             | Sergio Samitier          | Juan López-Cózar      |
| 2018 | Antonio Jesús Soto          | Jesús Arozamena          | Xavier Cañellas       |
| 2019 | Roger Adrià                 | Alejandro Ropero         | Francisco Galván      |

### Esperanças Homens
| Ano  | Ganhador                     | Segundo             | Terceiro                 |
| ---- | ---------------------------- | ------------------- | ------------------------ |
| 1999 | David Muñoz Bañón            |                     |                          |
| 2000 | Constantino Zaballa          |                     |                          |
| 2001 | Alejandro Valverde           |                     |                          |
| 2002 | Francisco Gutiérrez Álvarez  |                     |                          |
| 2003 | Juan José Cobo               |                     |                          |
| 2004 | Jesús del Nero               |                     |                          |
| 2005 | Javier Moreno                |                     |                          |
| 2006 | Cecilio Gutiérrez            |                     |                          |
| 2007 | José Ángel Rodríguez Arcones |                     |                          |
| 2008 | Rafael Valls                 | José Antonio Banhos | Marcos García            |
| 2009 | Daniel Ania                  | José Carlos Lara    | Angel Sánchez Martín     |
| 2010 | Víctor Cabedo                | Ramón Domene        | Andrés Sánchez           |
| 2011 | Francisco Moreno             | Jesús Ezquerra      | Adrián Alvarado          |
| 2012 | Adrián López                 | Ibai Salas          | Cristóbal Sánchez        |
| 2013 | Fernando Grijalba            | Loïc Chetout        | Ibai Salas               |
| 2014 | Miguel Ángel Benito          | Vadim Zhuravlev     | Francisco García Rus     |
| 2015 | Jaime Rosón                  | José Manuel Díaz    | Vadim Zhuravlev          |
| 2016 | Jaume Sureda                 | José Manuel Díaz    | Miguel Ángel Ballesteros |
| 2017 | Sergio Samitier              | Erlend Sor          | Óscar Cabedo             |
| 2018 | Jesús Arozamena              | Xavier Cañellas     | Juan Pedro López         |
| 2019 | Roger Adrià                  | Alejandro Ropero    | Francisco Galván         |

### Juniores Homens
| Ano  | Ganhador              | Segundo                  | Terceiro                 |
| ---- | --------------------- | ------------------------ | ------------------------ |
| 1999 | Jorge de Lózar García | Ángel García castreñas   | Jonathan González Ríos   |
| 2000 | Luis León Sánchez     |                          |                          |
| 2001 | Luis León Sánchez     |                          |                          |
| 2002 | Javier Moreno         | Jorge Ferrer             | Diego Milán              |
| 2003 | José Joaquín Rojas    | Diego Milán              |                          |
| 2004 | Egoitz García         |                          |                          |
| 2005 | José Luis Caño        |                          |                          |
| 2006 | José Luis Caño        |                          |                          |
| 2007 | Lluís Mas             |                          |                          |
| 2008 | Pablo Lechuga         |                          |                          |
| 2009 | Fernando Grijalba     |                          |                          |
| 2010 | Francisco José Medina | Manuel Sola              | Joaquín Torres           |
| 2011 | Joaquín Torres        | Carlos Pólo              |                          |
| 2012 | Adrián Rodríguez      | Iván García              | Juan Antonio López-Cózar |
| 2013 | Fernando Barceló      | Diego Pablo Sevilla      | David Calmaestra         |
| 2014 | Jaume Sureda          | Miguel Ángel Ballesteros | Miguel Ángel Alcaide     |
| 2015 | Alejandro Regueiro    | Claudio Clavijo          | Vicent Roig              |
| 2016 | Pol Hernández         | Mario Carrasco           | Alejandro Ropero         |
| 2017 | Miguel López Moncho   | Pedro Rodríguez Moya     | Denis Vulcan             |
| 2018 | Carlos Rodríguez      | Alex Martín              | Pau Miquel               |